# Blang Riek (Kuta Makmur)
Blang Riek is een bestuurslaag in het regentschap Aceh Utara van de provincie Atjeh, Indonesië. Blang Riek telt 549 inwoners (volkstelling 2010).